# Sundial Bridge
De Sundial Bridge is een tuibrug voor fietsers en voetgangers over de Sacramento River in Redding in de Amerikaanse staat Californië. De Sundial Bridge is ontworpen door de Spaanse architect Santiago Calatrava. De brug verbindt de twee delen van het Turtle Bay Exploration Park, een museumcomplex met onder meer een botanische tuin. 

## Ontwerp
De brug werd op 4 juli 2004 geopend, op Independence Day. In totaal kostte het project 23.500.000 Amerikaanse dollar.
De brug is 213 meter lang en 7 meter breed.
De mast van de brug is een 66 m hoge gnomon, waardoor de Sundial Bridge de grootste zonnewijzer ter wereld is,. Ten noorden van de brug werd op de grond een zonnewijzerplaat met uuraanduiding aangelegd, maar de Sundial Bridge geeft slechts één keer per jaar - tijdens de zomerzonnewende, op 21 juni - het juiste uur aan. Het uiterste punt van de schaduw van de brugpijler beweegt ongeveer 30 cm per minuut, zodat de rotatie van de aarde rond haar eigen as zonder hulpmiddelen kan waargenomen worden.